# Marija Natanowna Smit-Falkner
Marija Natanowna Smit-Falkner, auch Marija Natanowna Smit, Marija Natanowna Falkner-Smit, geboren Amalija Nussimowna Falkner, (russisch Мария Натановна Смит-Фалькнер, Мария Натановна Смит, Мария Натановна Смит-Фалькнер, урожд. Амалия Нусимовна Фалькнер; * 4. Februarjul. / 16. Februar 1878greg. in Taganrog; † 7. März 1968 in Moskau) war eine russische bzw. sowjetische Ökonomin, Statistikerin und Hochschullehrerin.

## Leben
Smits jüdischer Vater Nussim Solomonowitsch Falkner war ein Kaufmann der 2. Gilde mit einem Haus, einem Kleidergeschäft, einem Teegeschäft und fünf Kindern in Taganrog.
Ab 1897 beteiligte sich Smit an der revolutionären Bewegung und ließ sich im August 1897 in der Taganroger griechischen Kirche orthodox auf den Namen Marija taufen. Ab 1901 studierte sie an der Universität London in der Fakultät für Wirtschaftswissenschaften (ohne Abschluss). 1905 kehrte sie zurück und beteiligte sich in St. Petersburg an der Revolution. Sie schloss sich den Menschewiki an und wurde mehrfach verhaftet, im Dezember 1905 zusammen mit dem gesamten St. Petersburger Arbeiter-Sowjet. Im Sommer 1906 wurde sie auf der von ihr organisierten illegalen Konferenz der Textilarbeitergewerkschaft verhaftet. Sie emigrierte 1908 und gebar 1909 ihre Tochter jewgenija. 1913 kehrte sie zurück. Ab 1914 während des Ersten Weltkriegs betätigte sie sich nicht politisch.
Nach der Februarrevolution 1917 gehörte Smit zu den Meschrajonzy und arbeitete bei der Iswestija und Nowaja Schisn mit. Nach der Oktoberrevolution wurde sie 1918 Mitglied der Kommunistischen Partei Russlands (Bolschewiki) und leitete die Abteilung für Wirtschaftsforschung des Obersten Volkswirtschaftsrats der RSFSR. Im Bürgerkrieg trat sie 1919 als Freiwillige in die Rote Armee ein. Sie war Chefin der Truppe der Moskauer Proletarischen Universität und arbeitete in der Politabteilung der 14. Armee.
Smit war Professorin der 1. Moskauer Universität (MGU) (1921–1925), des Plechanow-Instituts für Volkswirtschaft (1924–1930) und der Internationalen Lenin-Schule (1930–1934). Sie wurde 1925 zur Doktorin der ökonomischen Wissenschaften promoviert. Von 1926 bis 1930 gehörte sie zum Kollegium der Zentralen Statistik-Verwaltung der UdSSR. Sie war Vollmitglied der Kommunistischen Akademie für Gesellschaftswissenschaften und leitete 1925–1934 eine Abteilung. Sie war dann Professorin am Moskauer Erdöl-Institut und 1938–1941 wieder am Plechanow-Institut, das nun das Moskauer Institut für Planung war. 1939 wurde sie zum Korrespondierenden Mitglied der Akademie der Wissenschaften der UdSSR (AN-SSSR, seit 1991 Russische Akademie der Wissenschaften (RAN)) gewählt.
Während des Deutsch-Sowjetischen Kriegs und 1948–1955 war Smit wissenschaftliche Mitarbeiterin des Instituts für Ökonomie der AN-SSSR. 1941–1943 war sie in Taschkent evakuiert. Auch war sie 1944–1946 Professorin des Instituts für Außenhandel. Sie gehörte zum Wissenschaftlichen Rat des Instituts für Weltwirtschaft und Weltpolitik der AN-SSSR.
Im Februar 1953 unterschrieb Smit den Brief jüdischer Wissenschaftler und Kulturschaffenden an die Prawda gegen Zionismus, US-amerikanischen Imperialismus und die Ärzteverschwörung. 1955–1961 bereitete sie die Veröffentlichung der gesammelten Werke David Ricardos vor. Sie trug wesentlich zur Entwicklung der sowjetischen Statistik bei, was von dem Demografen Boris Urlanis sehr geschätzt wurde.
Smit starb am 7. März 1968 in Moskau und wurde im Kolumbarium des Nowodewitschi-Friedhofs beigesetzt.
Smits Bruder Semjon Falkner (1890–1938) war Ökonom und Opfer des Großen Terrors.

## Ehrungen, Preise
- Orden des Roten Banners der Arbeit (1945)[3]
- Medaille „Für heldenmütige Arbeit im Großen Vaterländischen Krieg 1941–1945“ (1946)[3]
- Ehrenzeichen der Sowjetunion (1953)[3]
- Leninorden (1968)[3]